# Nepal Airlines
Nepal Airlines (Nepali नेपाल वायुसेवा; früher Royal Nepal Airlines) ist die staatliche Fluggesellschaft Nepals mit Sitz in Kathmandu und Basis auf dem Flughafen Kathmandu.

## Geschichte

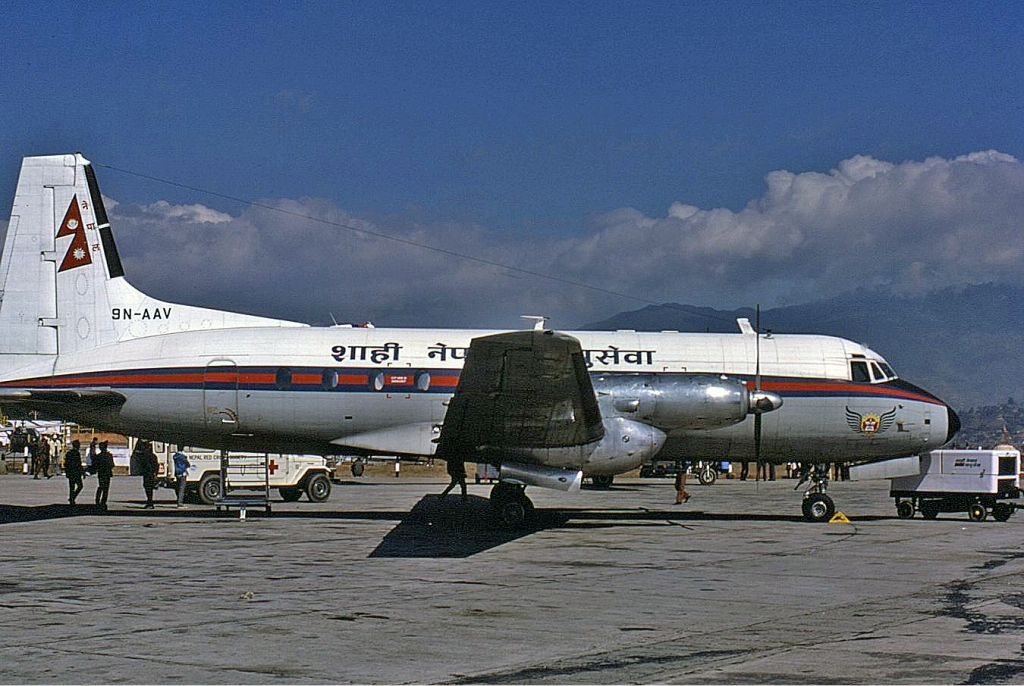
Hawker-Siddeley HS 748 der Royal Nepal Airlines, 1986

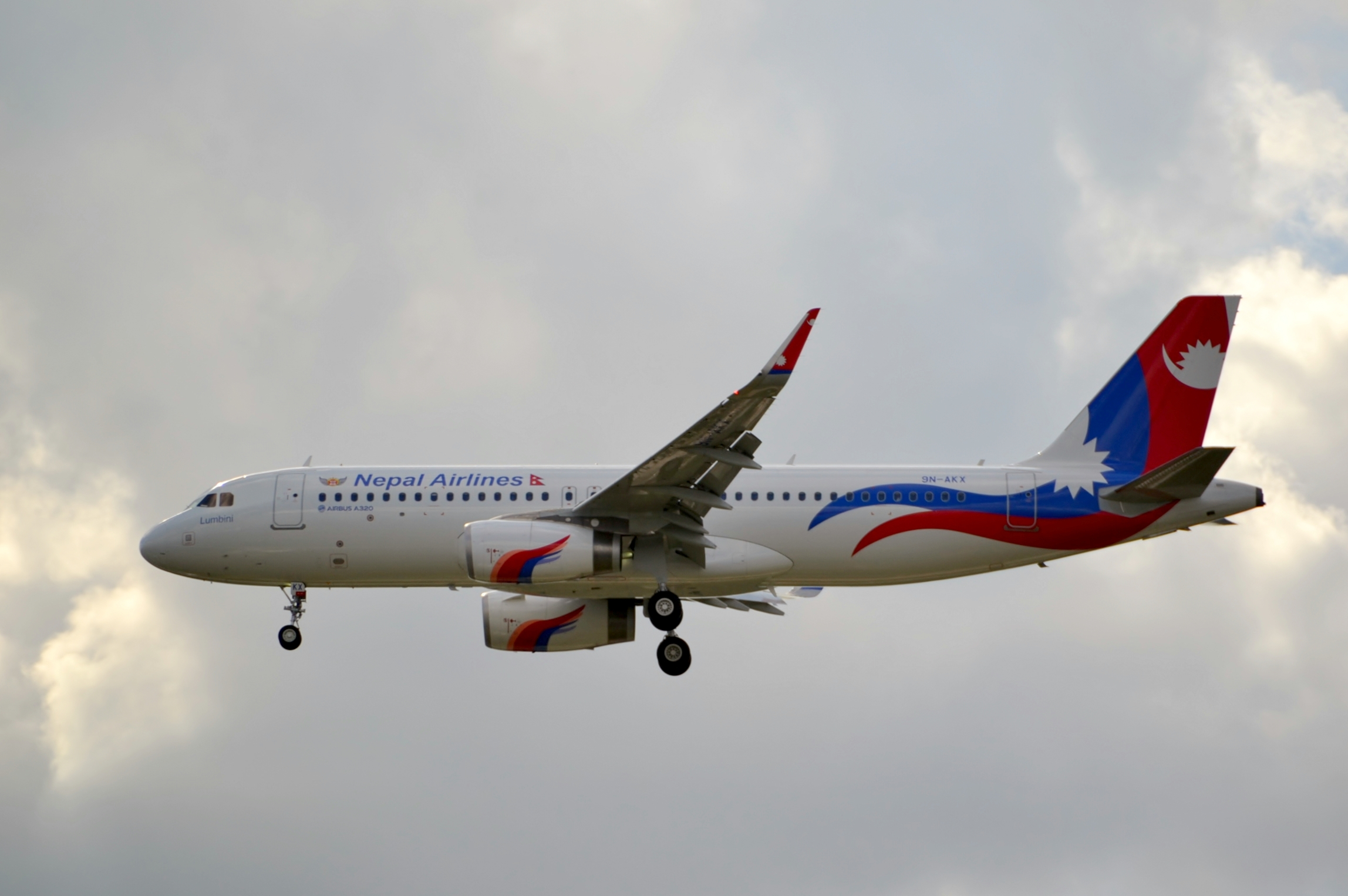
Airbus A320-200 der Nepal Airlines

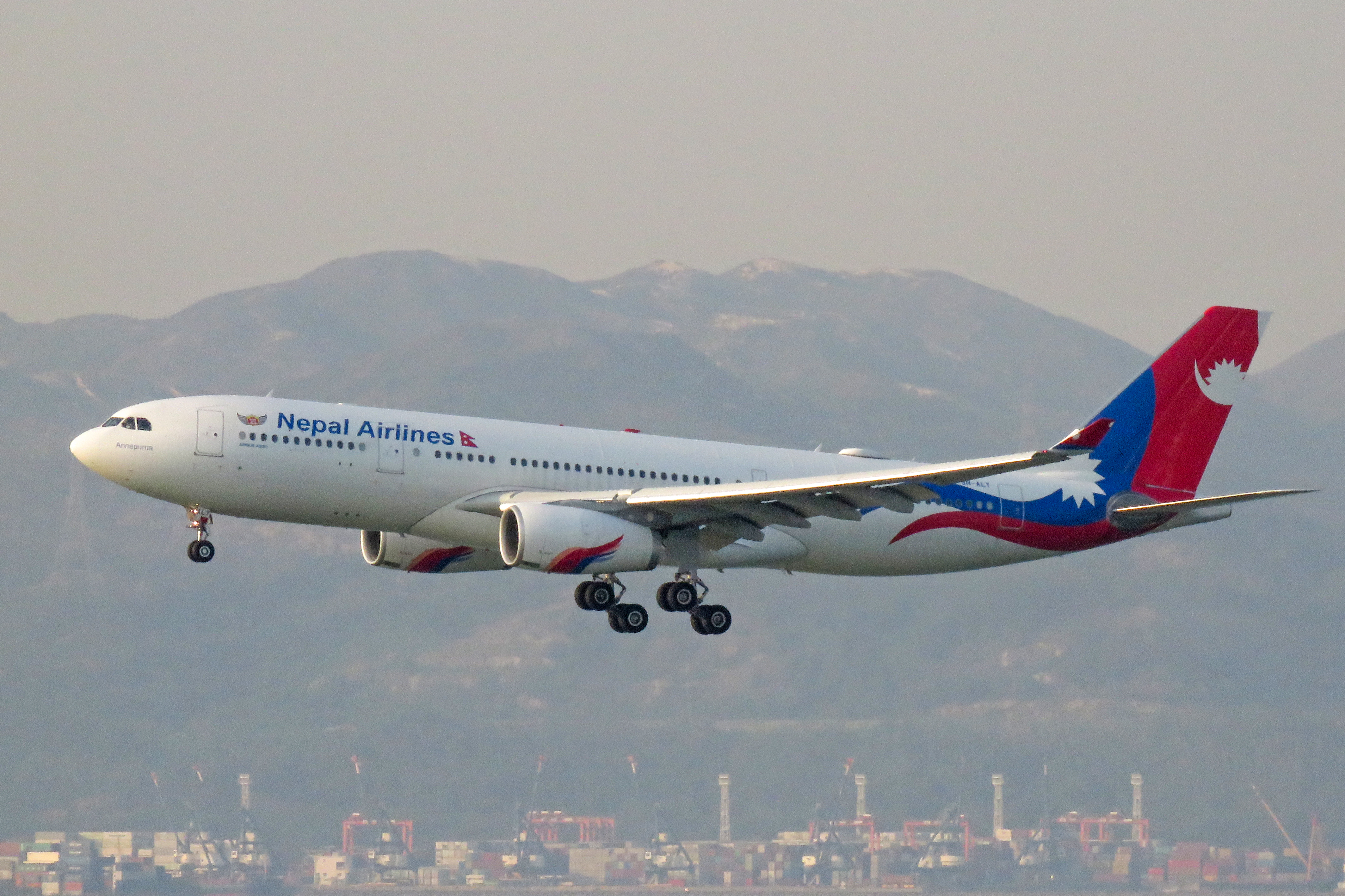
Airbus A330-200 der Nepal Airlines im Anflug auf Hong Kong

Nepal Airlines wurde im Juli 1958 als Royal Nepal Airlines (RNAC) gegründet und nahm ihren Betrieb mit einer Douglas DC-3 auf. Einige Jahre später wurde mit der Fokker F-27 die Flotte erstmals durch einen Turboproptyp modernisiert. Im Jahr 1970 übernahmen Vertreter der Air France die Leitung der Gesellschaft und modernisierten sowohl das Management als auch die Flotte: 1972 kamen erste Jets hinzu, unter anderem Boeing 727.
In ihren frühen Jahren flog Royal Nepal Airlines London Heathrow mit Zwischenstopp in Frankfurt an.
Nach den politischen Entwicklungen 2006, bei denen König Gyanendra seine Macht verlor, wurden in der Namensgebung von Regierung, Militär, Polizei und auch bei der Fluggesellschaft das Wort Royal entfernt. Sie heißt seither Nepal Airlines.
Am 1. Juli 2013 bestellte Nepal Airlines zwei Airbus A320-200, um die veralteten Boeing 757-200 zu ersetzen. Am 9. Februar 2015 wurde die erste A320-200 an Nepal Airlines ausgeliefert.
Seit November 2013 steht Nepal Airlines zusammen mit allen anderen Fluggesellschaften aus Nepal aufgrund von Sicherheitsbedenken auf der Liste der Betriebsuntersagungen für den Luftraum der Europäischen Union. Flüge nach Europa wurden jedoch bereits lange vorher nicht mehr angeboten.
Zwischen Juni und Juli des Jahres 2018 erweiterte das Unternehmen seine Flotte um zwei Airbus A330-200, die in der Folgezeit auf Langstreckenflügen nach Saudi-Arabien, Japan, Südkorea, Australien und Europa eingesetzt werden sollten. Hierzu kam es jedoch nicht; die beiden Maschinen fanden anstatt auf der Langstrecke lediglich auf der Mittelstrecke Verwendung, während sich die nepalesische Luftfahrtbehörde einschaltete und Unregelmäßigkeiten bei der Beschaffung des Fluggeräts untersuchte. Durch den unwirtschaftlichen Betrieb und wegen fehlenden Personals für die neuen Airbus A330-200 (Flugzeugbeschaffung ging nicht einher mit Personalplanung für den neuen Flugzeugtyp) gab Nepal Airlines im November desselben Jahres bekannt, dass man dringend auf finanzielle Regierungsunterstützung angewiesen sei. Zu diesem Zeitpunkt hatten sich Verbindlichkeiten in Höhe von rund 360,5 Mio. US-$ angesammelt.

## Flugziele

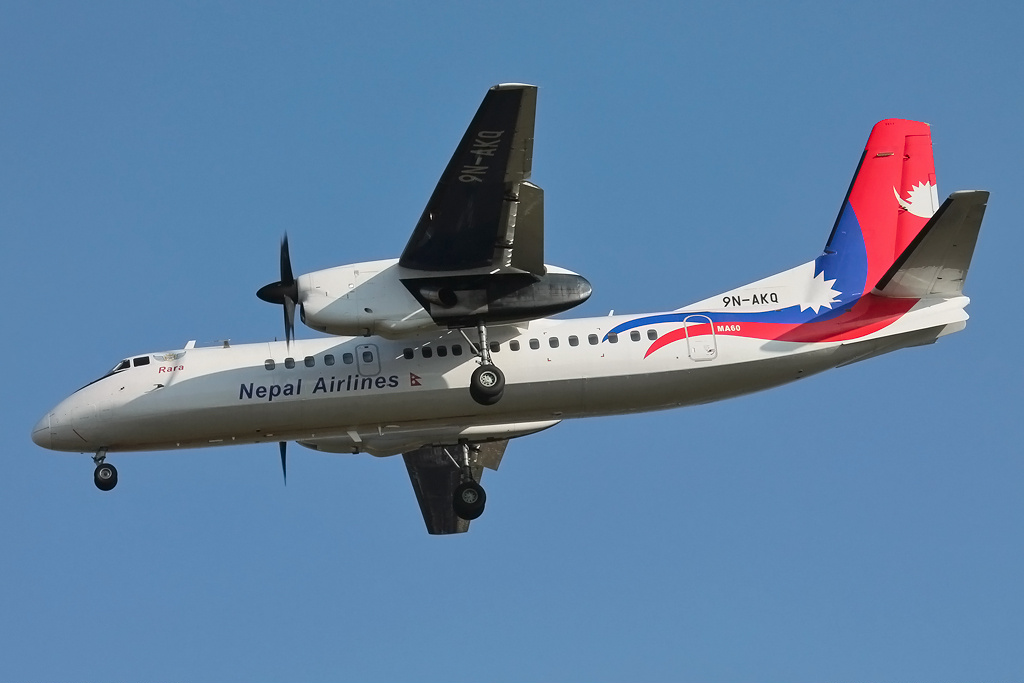
Xi’an MA60 der Nepal Airlines

Nepal Airlines fliegt von Kathmandu neben zahlreichen inländischen Städten internationale Ziele im Mittleren Osten sowie in Süd- und Ostasien an.

## Flotte

### Aktuelle Flotte
Mit Stand April 2025 besteht die Flotte der Nepal Airlines aus sechs Flugzeugen mit einem Durchschnittsalter von 19,2 Jahren:
| Flugzeugtyp            | Anzahl | Bestellungen | Anmerkungen                | Sitzplätze (Business/Economy) | Durchschnittsalter |
| ---------------------- | ------ | ------------ | -------------------------- | ----------------------------- | ------------------ |
| Airbus A320-200        | 2      |              | mit Sharklets ausgestattet | 158 (08/150)                  | 10,1 Jahre         |
| Airbus A330-200        | 2      |              |                            | 274 (18/256)                  | 6,8 Jahre          |
| De Havilland DHC-6-300 | 2      |              | inaktiv                    | 19 (–/19)                     | 40,7 Jahre         |
| Gesamt                 | 6      | –            |                            |                               | 19,2 Jahre         |

### Ehemalige Flugzeugtypen

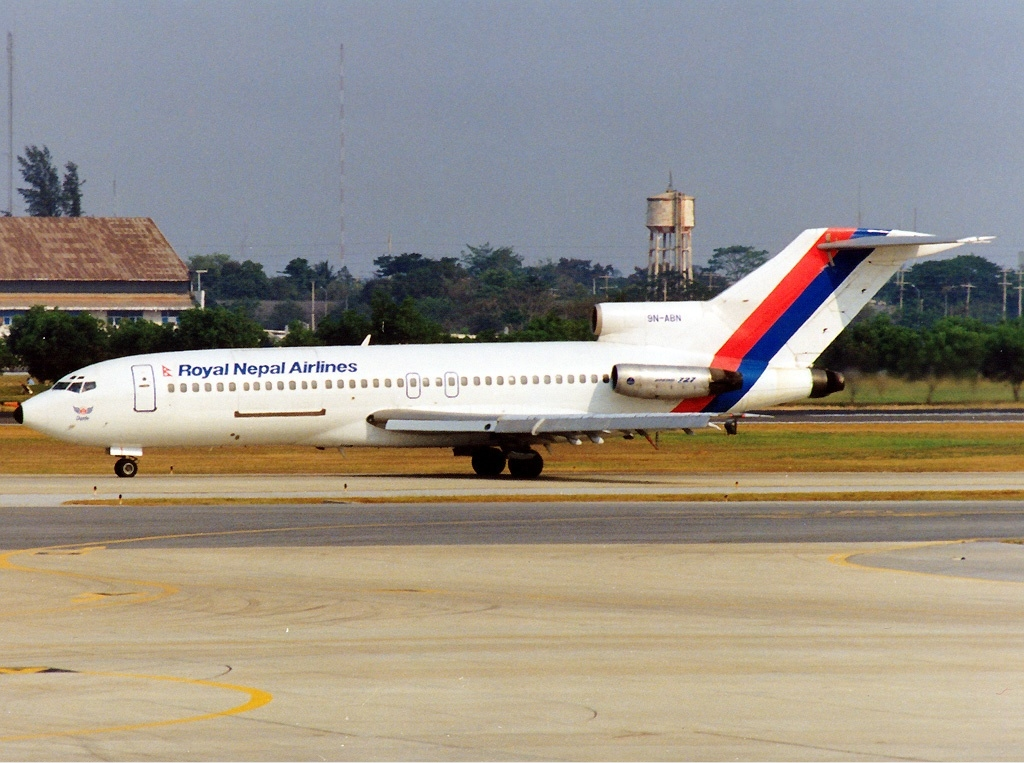
Boeing 727-100 der Royal Nepal Airlines, Bangkok 1992

Im Laufe ihres Bestehens betrieb Nepal Airlines auch folgende Flugzeugtypen:
- 05 Boeing 727-100
- 01 Boeing 757-200
- 13  De Havilland Canada DHC-6-300
- 06 Douglas DC-3
- 03 Fokker F-27-200 Friendship
- 04 Harbin Y-12[12]
- 02 Hawker Siddeley HS 748
- 06 Pilatus PC-6
- 02 Xi’an MA60[12]

## Zwischenfälle
Von 1960 bis Februar 2023 gab es bei der Gesellschaft 14 Totalverluste von Flugzeugen mit 110 Toten.
Beispiele:
- Am 12. Juli 1969 wurde eine Douglas DC-3D der Royal Nepal Airlines (Luftfahrzeugkennzeichen 9N-AAP) nahe Hetauda (Nepal) in einer Höhe von 7300 Fuß (2225 Metern) in eine wolkenverhangene Bergkette geflogen. Durch diesen CFIT (Controlled flight into terrain) wurden alle 35 Insassen getötet, vier Besatzungsmitglieder und 31 Passagiere.[15]

- Am 25. Januar 1970 geriet eine Fokker F-27-200 Friendship der Royal Nepal Airlines (9N-AAR) nach einem Flug von Kathmandu, Nepal während des Endanflugs auf den Flughafen Delhi-Palam in ein schweres Gewitter mit Turbulenzen und schweren Fallböen. Die Piloten verloren die Kontrolle über das Flugzeug; es stürzte drei Kilometer östlich des Flughafens ab. Ein Crewmitglied kam ums Leben, alle anderen 22 Insassen überlebten.[16]

- Am 22. Dezember 1984 wurde eine de Havilland Canada DHC-6-300 Twin Otter der Royal Nepal Airlines (9N-ABH) nahe Bhojpur (Nepal) ins Gelände geflogen. Ermessensfehler in schlechtem Wetter führten zu dem Unfall. Durch diesen CFIT (Controlled flight into terrain) wurden von den 23 Insassen 15 getötet, alle drei Besatzungsmitglieder und 12 Passagiere.[17]

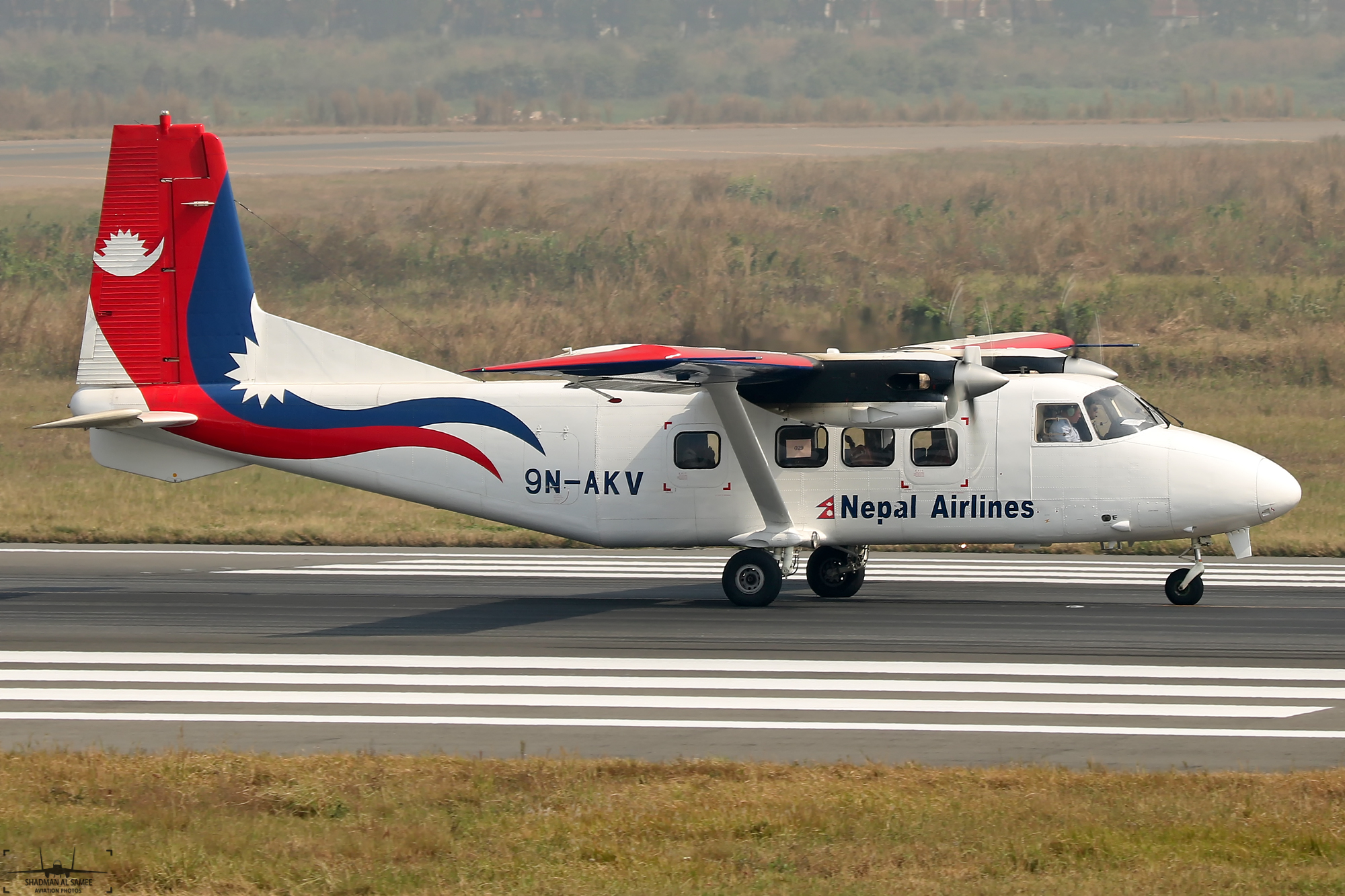
Harbin Y-12 der Royal Nepal Airlines, baugleich mit der im September 1992 verunglückten

- Am 26. September 1992 platzte an einer Harbin Yunshuji Y-12-II (9N-ACI) der Royal Nepal Airlines mit 14 Personen an Bord beim Start auf dem Flughafen Lukla der Bugradreifen. Das Bugfahrwerk brach, die Maschine kollidierte außerhalb der Startbahn mit einem Damm, wurde schwer beschädigt und musste abgeschrieben werden. Alle Insassen (2 Besatzungsmitglieder, 12 Passagiere) überlebten.[18]

- Am 25. April 1996 überrollte eine Hawker Siddeley HS 748-352 2B SCD der Royal Nepal Airlines (9N-ABR) bei der Landung auf dem Flughafen von Meghauli (Nepal) das Ende der 1065 Meter langen, nassen Landebahn. Beim Kreuzen mehrerer Gräben brach das Bugfahrwerk zusammen. Das Flugzeug wurde irreparabel beschädigt. Alle 31 Insassen, vier Besatzungsmitglieder und 27 Passagiere, überlebten den Unfall.[19]

- Am 27. Juli 2000 kollidierte eine de Havilland Canada DHC-6-300 Twin Otter der Royal Nepal Airlines (9N-ABP) am Jarayakhali Hill in der Bergkette Churia mit Bäumen und brannte aus. Die Maschine befand sich auf dem Flug von Bajhang nach Dhangadhi. Alle 25 Insassen, 3 Besatzungsmitglieder und 22 Passagiere, kamen ums Leben.[20]

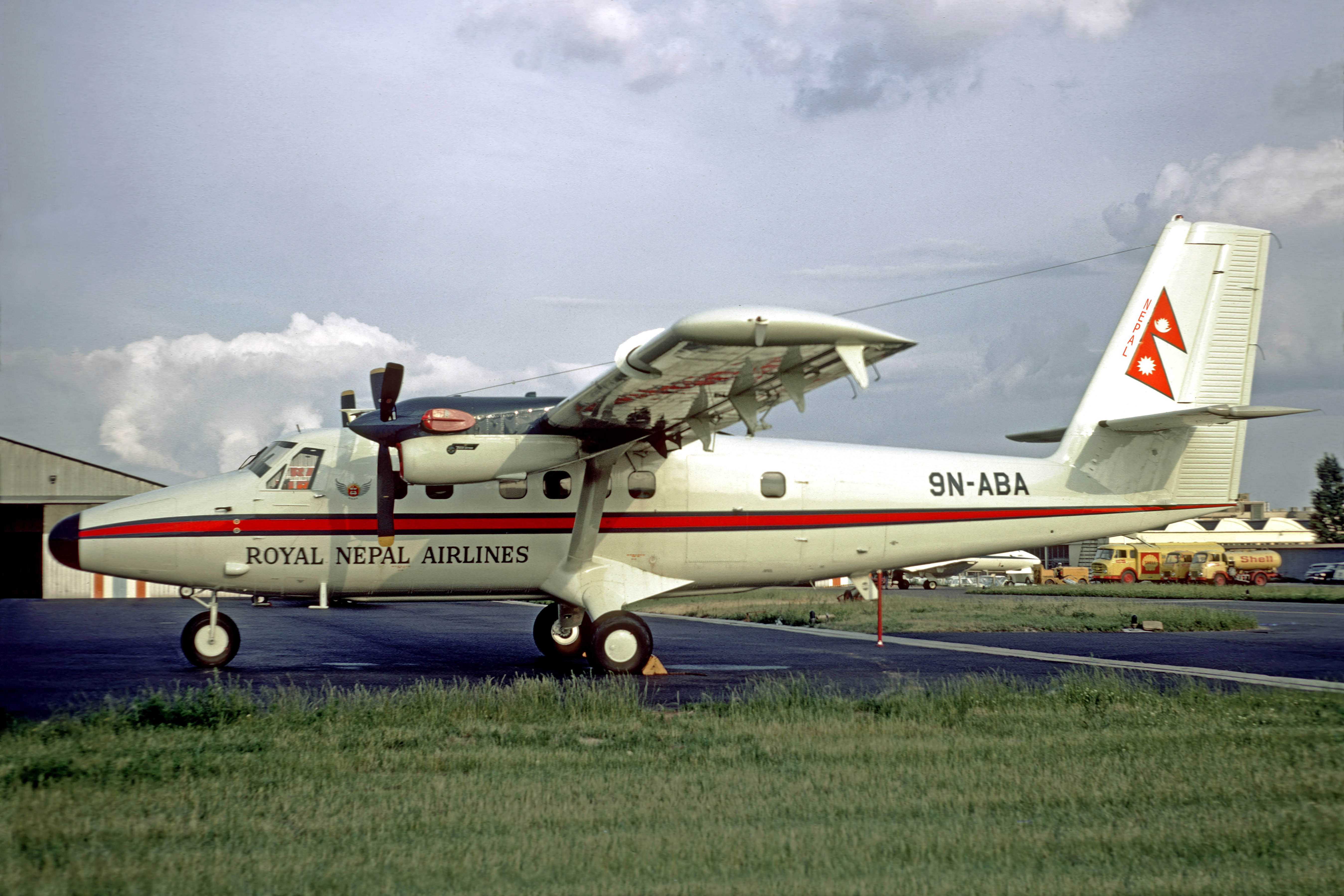
de Havilland Canada DHC-6 Twin Otter 200 der Royal Nepal Airlines, baugleich mit den zahlreichen verunglückten

- Am 16. Mai 2013 kam eine de Havilland Canada DHC-6 Twin Otter der Nepal Airlines (9N-ABO) bei der Landung auf dem Flughafen Jomsom von der Piste ab. Dabei wurden fünf Menschen schwer verletzt.[21]

- Am 16. Februar 2014 verunglückte erneut eine DHC-6-300 Twin Otter der Nepal Airlines (9N-ABB) bei schlechten Wetterbedingungen. Sie befand sich auf dem Flug von Pokhara nach Jumla. Die Piloten verloren die Orientierung und flogen nahe Sandhikhark im Bezirk Arghakhanchi im westlichen Nepal gegen einen Berg. Alle 18 Insassen kamen ums Leben (siehe auch Nepal-Airlines-Flug 183).[22]